# Resolutie 548 Veiligheidsraad Verenigde Naties
Resolutie 548 van de Veiligheidsraad van de Verenigde Naties werd op 24 februari 1984 met unanimiteit van stemmen aangenomen. De Veiligheidsraad beval het Zuidoost-Aziatische landje Brunei aan voor VN-lidmaatschap.

## Inhoud
De Veiligheidsraad had de aanvraag van Brunei Darussalam voor lidmaatschap van de Verenigde Naties bestudeerd, en beval de Algemene Vergadering aan om Brunei Darussalam toe te laten treden tot de Verenigde Naties.

## Verwante resoluties
- Resolutie 492 Veiligheidsraad Verenigde Naties (Antigua en Barbuda)
- Resolutie 537 Veiligheidsraad Verenigde Naties (Saint Kitts en Nevis)
- Resolutie 652 Veiligheidsraad Verenigde Naties (Namibië)
- Resolutie 663 Veiligheidsraad Verenigde Naties (Liechtenstein)

Lijst ·  546 ·  547 ·  548 ·  549 ·  550 ·  551 ·  552 ·  553 ·  554 ·  555 ·  556 ·  557 ·  558 ·  559